# Simply to be with you
Simply to be with you is een elpee van Pussycat uit 1979. Deze vierde elpee van de groep belandde niet in de Album Top 100 en stond buiten Nederland nog een week in de hitlijst van Noorwegen. De elpee werd geproduceerd door Eddy Hilberts en de arrangementen kwamen van Paul Natte en Gerard Stellaard. Zeven van de tien nummers werden geschreven door Werner Theunissen. Drie nummers van het album werden uitgebracht op de A-kant van een single.

## Hitnoteringen
| Land      | pieknotering | aantal weken |
| --------- | ------------ | ------------ |
| Noorwegen | 38           | 1            |

## Nummers
| Nummer | Naam                     | Geschreven door   | Duur |
| ------ | ------------------------ | ----------------- | ---- |
| A1     | Daddy                    | Werner Theunissen | 3:45 |
| A2     | Stranger in town         | Norbert Schmidt   | 2:51 |
| A3     | A perfect love           | Paul Williams     | 2:43 |
| A4     | Don't love him           | Eddy Hilberts     | 3:20 |
| A5     | Alleghenny               | Werner Theunissen | 4:16 |
| A6     | The walls of Xanadu      | Werner Theunissen | 3:05 |
| B1     | Let freedom range        | Werner Theunissen | 3:07 |
| B2     | Three steps and then...  | Werner Theunissen | 3:24 |
| B3     | Doin' la bamba           | Werner Theunissen | 8:30 |
| B4     | On the corner of my life | Werner Theunissen | 4:03 |